# Omer Meir Wellber
Omer Meir Wellber est un chef d'orchestre et compositeur israélien né le 28 octobre 1981 à Beer-Sheva.

## Biographie
Omer Meir Wellber naît le 28 octobre 1981 à Beer-Sheva,.
Il étudie le violon, le piano et l'accordéon au conservatoire de sa ville natale et travaille la composition avec Michael Wolpe avant d'intégrer l'Académie de musique de Jérusalem, dont il sort diplômé en 2008 et où il étudie la direction d'orchestre auprès d'Eugene Zirlin,.
En 2008, il devient chef assistant de Daniel Barenboim à l'Opéra d'État de Berlin et à la Scala de Milan,.
À partir de 2009, il est directeur musical de l'Orchestre symphonique de Raanana en Israël,.
En 2010, il est nommé directeur musical de l'opéra Palais des Arts Reina-Sofía de Valence en Espagne.
Au cours des années 2010, Omer Meir Wellber mène également une carrière de chef d'invité, dirigeant notamment l'orchestre du Gewandhaus de Leipzig, l'Orchestre symphonique de Birmingham et l'Orchestre symphonique de Houston.
En 2017, il fait ses débuts discographiques avec le London Philharmonic Orchestra et Augustin Hadelich dans le Concerto pour violon de Tchaïkovski.
En 2018, il devient premier chef invité au Semperoper de Dresde et est nommé chef principal de l'Orchestre philharmonique de la BBC à compter de 2019,, poste qu'il occupe jusqu'en 2022.
À partir de 2020, Omer Meir Wellber est aussi directeur musical du Teatro Massimo de Palerme,.
À compter de 2022, il est directeur musical du Volksoper de Vienne, poste qu'il quitte pour raisons personnelles en 2023.
En 2023, Omer Meir Wellber est nommé directeur musical général et chef d'orchestre de l'Opéra de Hambourg et du Philharmonique de Hambourg à partir de la saison 2025-2026,.
Dans le domaine littéraire, il est l'auteur d'un roman, Les absences de Haïm Birkner (traduit de l'hébreu par Laurence Sendrowicz), paru aux éditions du Sous-Sol en août 2022.